# نهر غواما
غواما (Rio Guamá) هو نهر يقع في الشمال الشرقي من ولاية بارا. يشكل فمه الحدود الجنوبية لعاصمة الولاية بيليم. تبلغ مساحة مستجمعات المياه الخاصة بها 87.389.54 كيلومتر مربع. لديها قابلية للتنقل في آخر 160 كم من النهر، وهي في بلدية ساو ميغيل دو غاما إلى خليج غواغارا. ومن بين روافده ، تبرز أنهار أكارا وكابيم وموجو. في نهر غواما ، عادة ما تحدث ظاهرة البوروكا . يقع الحرم الجامعي الرئيسي لجامعة بارا الفيدرالية ، بالقرب من بيليم ، على الضفة اليمنى. يأتي حوالي 75٪ من المياه المستهلكة في بيليم من هذا النهر الذي يستقبل 11 مجرى ملوثة بالتخلص غير المنتظم من النفايات الحضرية ، حيث إن 4٪ فقط من الشبكة المنزلية لعاصمة بارا متصلة بشبكة التجميع.
تتدفق أنهار جوروبي و كابيم و غواما إلى مصب نهر الأمازون وتتأثر بالمد والجزر اليومية، والتي تجبر المياه من نهر الأمازون على المنبع. تقع في المناطق الريفية للغابات الرطبة توكانتينز - أراغوايا - مارانهاو.